# Jonathan Freeman
Jonathan Freeman (Cleveland, 5 febbraio 1950) è un attore, doppiatore e cantante statunitense, noto soprattutto come interprete di musical teatrali.

## Filmografia parziale

### Attore

#### Cinema
- Tempesta di ghiaccio (The Ice Storm), regia di Ang Lee (1997)

#### Televisione
- Hitched - Senza via di scampo (Hitched), regia di Wesley Strick – film TV (2001)
- Elementary – serie TV, episodio 5x08 (2016)

### Doppiatore
- Aladdin (1992)
- Il ritorno di Jafar (1994)
- Hercules - serie TV, 1 episodio (1998)
- House of Mouse - Il Topoclub - serie TV, 11 episodi (2001-2003)
- Il bianco Natale di Topolino - È festa in casa Disney (2001)
- Topolino & i cattivi Disney (2002)
- Helluva Boss (2020-in corso)

## Teatrografia parziale
- Mary Poppins (Ammiraglio Boom e banchiere)
- The Little Mermaid (Grimsby-Original Broadway Cast)
- La bella e la bestia (Cogsworth)
- The Producers (musical) (Roger De Bris)
- 42nd Street (Bert Barry)
- On the Town (Pitkin W. Bridgework)
- How to Succeed in Business Without Really Trying (Mr. Bratt)
- She Loves Me (Headwaiter)
- Platinum (Minky)
- Sherlock Holmes (Lightfoot McTague)
- Aladdin the Musical (Jafar)

## Doppiatori italiani
Nelle versioni in italiano delle opere in cui ha recitato, Jonathan Freeman è stato doppiato da:
- Stefano De Sando in Elementary

Da doppiatore è sostituito da:
- Massimo Corvo in Aladdin, Aladdin - Il ritorno di Jafar, House of Mouse - Il TopoClub, Il bianco Natale di Topolino, Topolino e i cattivi Disney